# Oligonychus sacchari
Oligonychus sacchari är en spindeldjursart som först beskrevs av McGregor 1942.  Oligonychus sacchari ingår i släktet Oligonychus och familjen Tetranychidae. Inga underarter finns listade i Catalogue of Life.